# Türkische Filmtage München
Türkische Filmtage München oder türkisch Münih Türk Film Günleri, oft auch SinemaTürk nach dem veranstaltenden Verein, ist ein deutsch-türkisches Filmfestival in München, das ab 1989 zunächst unter dem Namen Tage des türkischen Films stattfand.
Neben dem Hauptveranstalter, dem Verein SinemaTürk Filmzentrum e.V., wird das jährlich ausgerichtete Filmfestival mitveranstaltet von dem Dachverband Filmstadt München, in dem der Verein Mitglied ist, und der Münchner Stadtbibliothek. Gefördert wird das Festival vom Kulturreferat der Landeshauptstadt München.

## Konzept
Der Zweck von Festival und Verein ist „künstlerisch und inhaltlich hochwertige türkischsprachige Filme bzw. Filme des türkischen Kulturkreises der hiesigen Öffentlichkeit vorzustellen, um auch auf diesem Gebiet für eine bessere Verständigung zwischen deutschen und türkischen Mitbürgern einzutreten“.
Die Türkischen Filmtage München präsentieren das türkische Kino, das von Kulturschaffenden verschiedener ethnischer Herkunft getragen wird, sowohl im historischen Rückblick als auch mit aktuellen Produktionen. Sie setzen sich explizit für Frauen- und Minderheitenrechte ein. Außerdem zeigt das Festival auch Filme türkischer Regisseure aus Deutschland mit dem Schwerpunkt auf Nachwuchsfilmemachern. Aber auch deutsche Regisseure, die sich türkischer Themen annehmen sind von Beginn des Festivals an vertreten, genauso wie Produktionen aus weiteren Ländern.
Neben Spielfilmen gehören Dokumentarfilme, Kurzfilme, Vorträge, Podiumsdiskussionen, Workshops und Lesungen zum Programm.
Regisseure, Schauspieler und andere Mitwirkende an den gezeigten Filmen sind häufig anwesend und stellen sich in Diskussionsrunden Fragen zu ihren Filmen.

## Geschichte
Der veranstaltende Verein SinemaTürk Filmzentrum wurde im Jahr der ersten Durchführung der Filmtage von Münchenern deutscher und türkischer Herkunft gegründet, darunter Thomas Balkenhol und Erman Okay. Die früher in München lebende Regisseurin Seyhan Derin (jetzt Berlin) war jahrelang Vorsitzende.
In den ersten Jahren des Festivals gab es noch kaum untertitelte oder synchronisierte Fassungen türkischer Filme, da das türkische Kino zu dieser Zeit noch so gut wie ausschließlich für den nationalen Markt produzierte. Aus diesem Grund waren die Vereinsmitglieder zum Teil noch bis zum Ende der 90er Jahre gezwungen die Dialoge der zur Aufführung ausgewählten Filme selbst zu übersetzen und eigene Synchronfassungen einzusprechen.
Im Rahmen der Förderung junger Filmemacher stellten auf dem Festival u. a. auch heute international erfolgreiche Filmemacher wie Fatih Akın oder Nuri Bilge Ceylan ihre ersten Filme vor.
Neben Debütfilmen waren auch Filme bekannter Regisseure und Klassiker wie Susuz Yaz – Trockener Sommer von Metin Erksan oder Arabesk von Ertem Eğilmez im Programm vertreten. Dem Regisseur Yılmaz Güney wurde 1994 eine Retrospektive gewidmet, das Programm der Filmtage 2006 dem als Gast geladenen Schauspieler Tarık Akan.
Gezeigt wurden auch herausragende Produktionen aus Drittländern, zum Beispiel 1991 der im selben Jahr oscarprämierte Schweizer Film Reise der Hoffnung.
Bis 2013 wurde für die Türkischen Filmtage München oft ein Motto oder ein Schwerpunkt gewählt.
- 1994: In Memoriam Yılmaz Güney
- 1995: Nachwuchs und Geschichte
- 1997: Hommage an eine Stadt: Istanbul
- 2006: Gast: Tarık Akan
- 2006: FrauenBlicke – FrauenBilder
- 2008: Die Suche nach dem Glück
- 2009: Geld oder Moral
- 2010: Istanbul – Leben in der Metropole
- 2011: Blickpunkt Migration
- 2012: Kaleidoskop Anatolien
- 2013: Auswege

2020 mussten die 31. Türkischen Filmtage München wegen der Corona-Pandemie abgesagt werden. 2021 fand das Festival als reines Online-Festival statt, 2022 als hybrides Festival, d. h. die Filme wurden sowohl online als auch vor Ort gezeigt.
Seit 2021 präsentieren sich die Türkischen Filmtage München mit einem neuen Erscheinungsbild und einem Logo.
2024 wurde zum ersten Mal ein Ehrenpreis verliehen, an die Schauspielerin Müjde Ar in Anerkennung ihres Lebenswerks.

### Rahmenprogramm
Im Rahmenprogramm der Filmtage fanden immer auch kulturelle Veranstaltungen statt, 2007 zum Beispiel ein Galakonzert mit Filmmelodien aus türkischen Filmen der 1960er und 1970er Jahre. Auch Lesungen und Vorträge (1993 las zum Beispiel der spätere Literaturnobelpreisträger Orhan Pamuk zum Thema „Kino und Literatur“), sowie Podiumsdiskussionen, wie 2023 zum Thema „Queere Sichtbarkeit im türkischen Kino“.

#### Gäste
Zahlreiche deutsche und türkische Gäste aus der Filmbranche und anderen kulturellen Bereichen haben in diesem Zusammenhang das Festival seit Bestehen mitgestaltet. Zu ihnen gehören unter anderem Orhan Oğuz, Reha Erdem, Andreas Dresen, Georg Seeßlen, Sema Poyraz, Orhan Pamuk, Atilla Dorsay, Zuhal Olcay, Halil Ergün, Ayşe Polat, Sinan Çetin, Mustafa Altıoklar, Fatih Akın, Mehmet Kurtuluş, Ahmet Uluçay, Serdar Akar, Gani Müjde, Meltem Cumbul, Kazım Öz, Nur Sürer, Uğur Polat,  Timuçin Esen, Tarık Akan, Fikret Kuşkan, Aslı Erdoğan, Dervis Zaim, Emrah Serbes, Emre Koca, Ercan Karakaş, Ercan Kesal, Fadik Sevin Atasoy, Fikret Reyhan, Hatice Aslan, Jale Arıkan, Kaan Müjdeci, Meltem Cumbul, Müjde Ar, Ömür Atay, Onur Saylak, Özcan Alper, Serra Yılmaz, Sırrı Süreyya Önder, Su Turhan, Tim Seyfi, Tuna Kaptan, Ümit Ünal, Yasemin Şamdereli, Yeşim Ustaoğlu, Zeki Demirkubuz.